# Камская улица (Санкт-Петербург)
Ка́мская улица — улица в Василеостровском районе Санкт-Петербурга. Проходит от 13-й линии Васильевского острова до Смоленского православного кладбища.

## История
Улица известна с 1849 года. До того, как получила название Камская, была безымянным переулком. В 1862 году Николай Цылов в своей книге именует улицу Камским переулком. Переулком она числится и в Табеле Германа Гоппе 1888 года, а в Табеле Городской Управы 1889 года уже названа улицей.
На участке от 13-й линии до 16-й линии включена в состав набережной Чёрной речки (сейчас набережная реки Смоленки), участок от 17-й линии до Смоленского кладбища обозначался как улица с православного кладбища.
Современное название Камская улица присвоено 14 июля 1859 года по реке Каме, в ряду других проездов на Васильевском острове, названных по рекам России.

## Достопримечательности
- Камский сад (в 2015 году был установлен памятник Комитасу (скульптор Л. Бейбутян, архитектор М. Атоянц)).
- Дом № 8 (на углу 15-й линии В. О.) — Санкт-Петербургский музей кукол.
- Смоленский мост
- Дом № 11 — Воскресенская церковь на Смоленском кладбище.
- Дом № 24 — главный вход на Смоленское православное кладбище, здания богадельни, соединённые аркой.
- Дом № 22 — Музей Ксении Блаженной.
- Часовня Ксении Блаженной.
- Дом № 24к1 — Смоленская церковь (Санкт-Петербург)[5].
- Троицкая часовня (Санкт-Петербург, Смоленское кладбище) на месте снесённой Троицкой церкви на Смоленском кладбище.

## Галерея

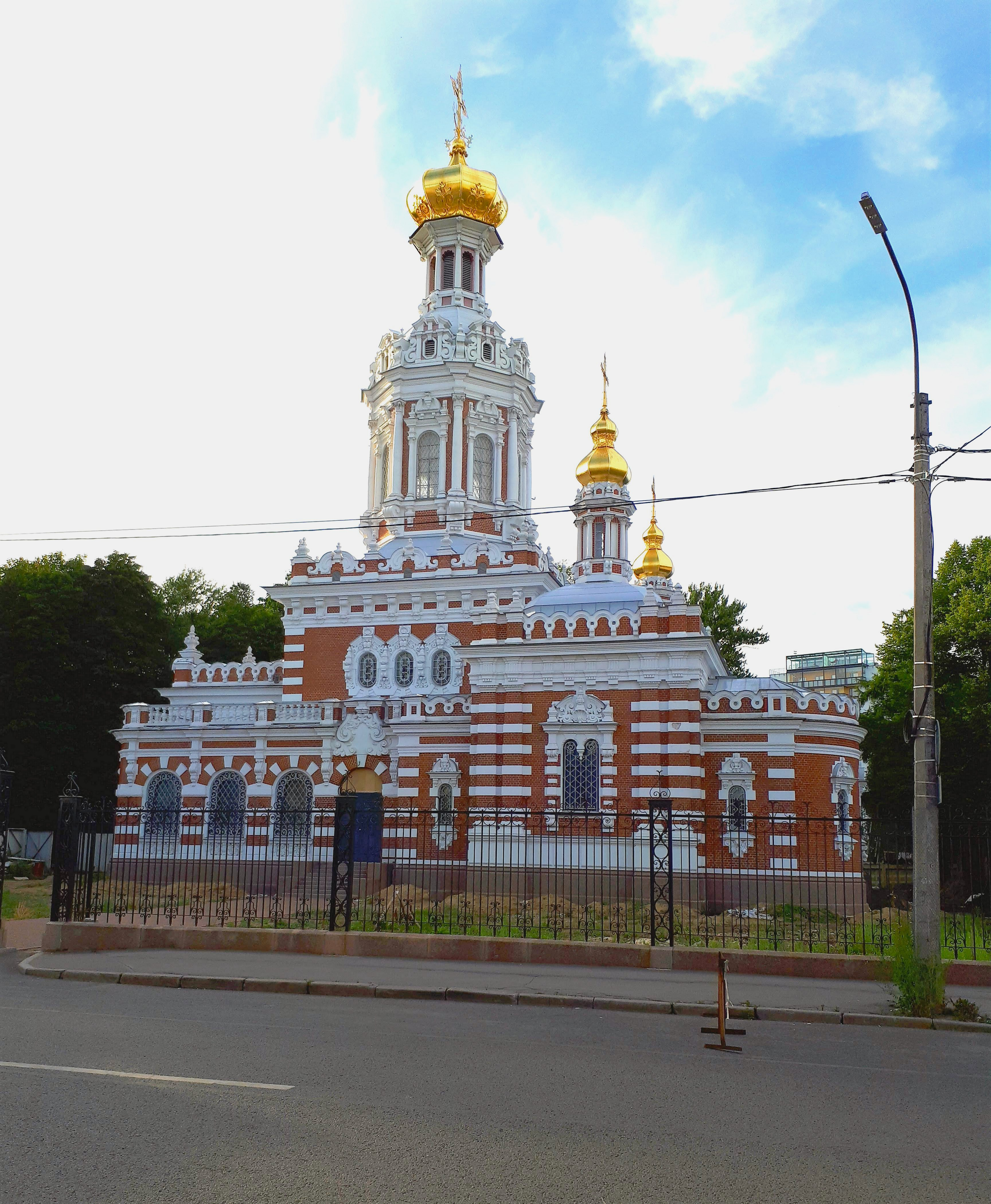
Воскресенская церковь
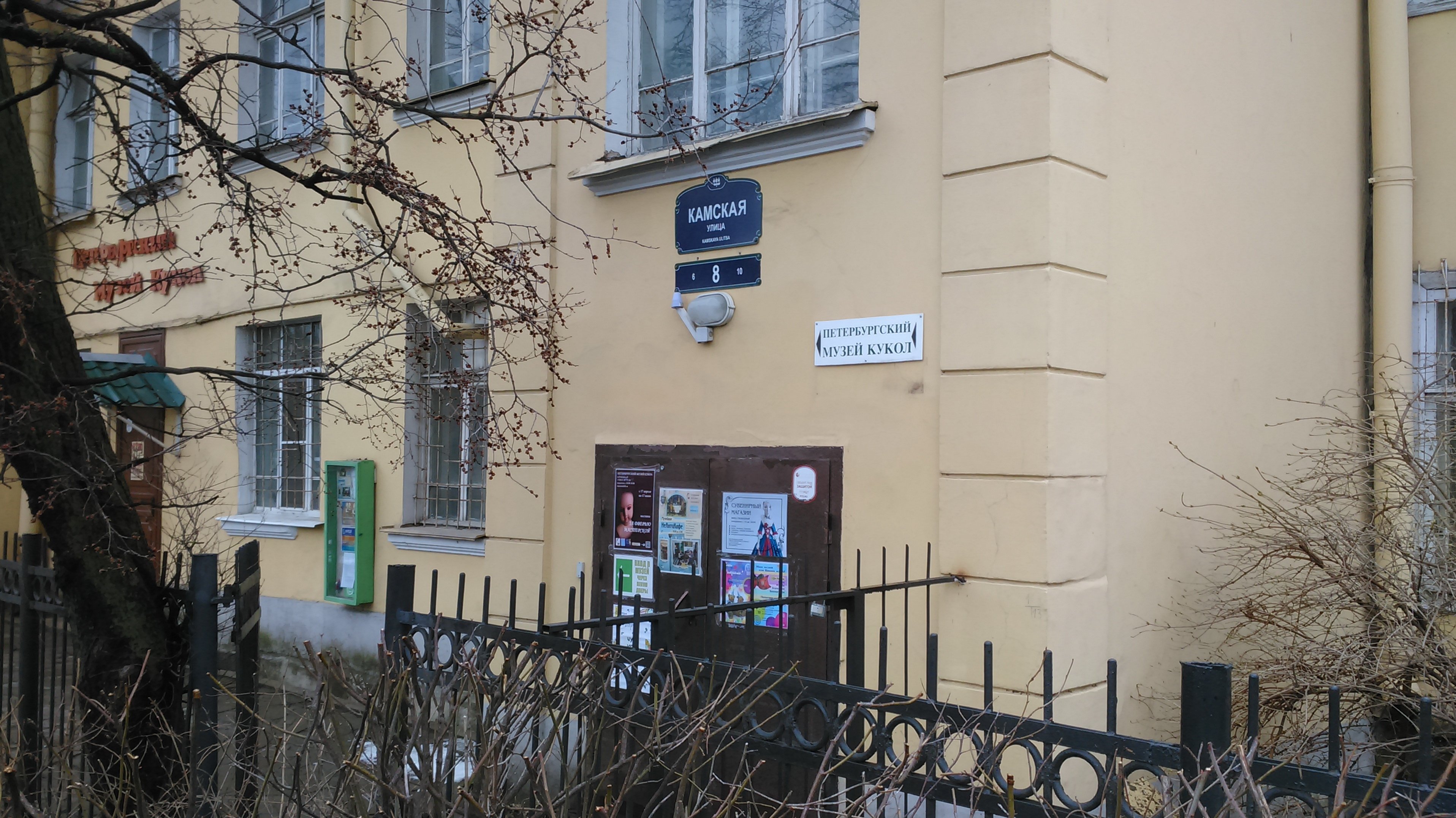
Музей кукол
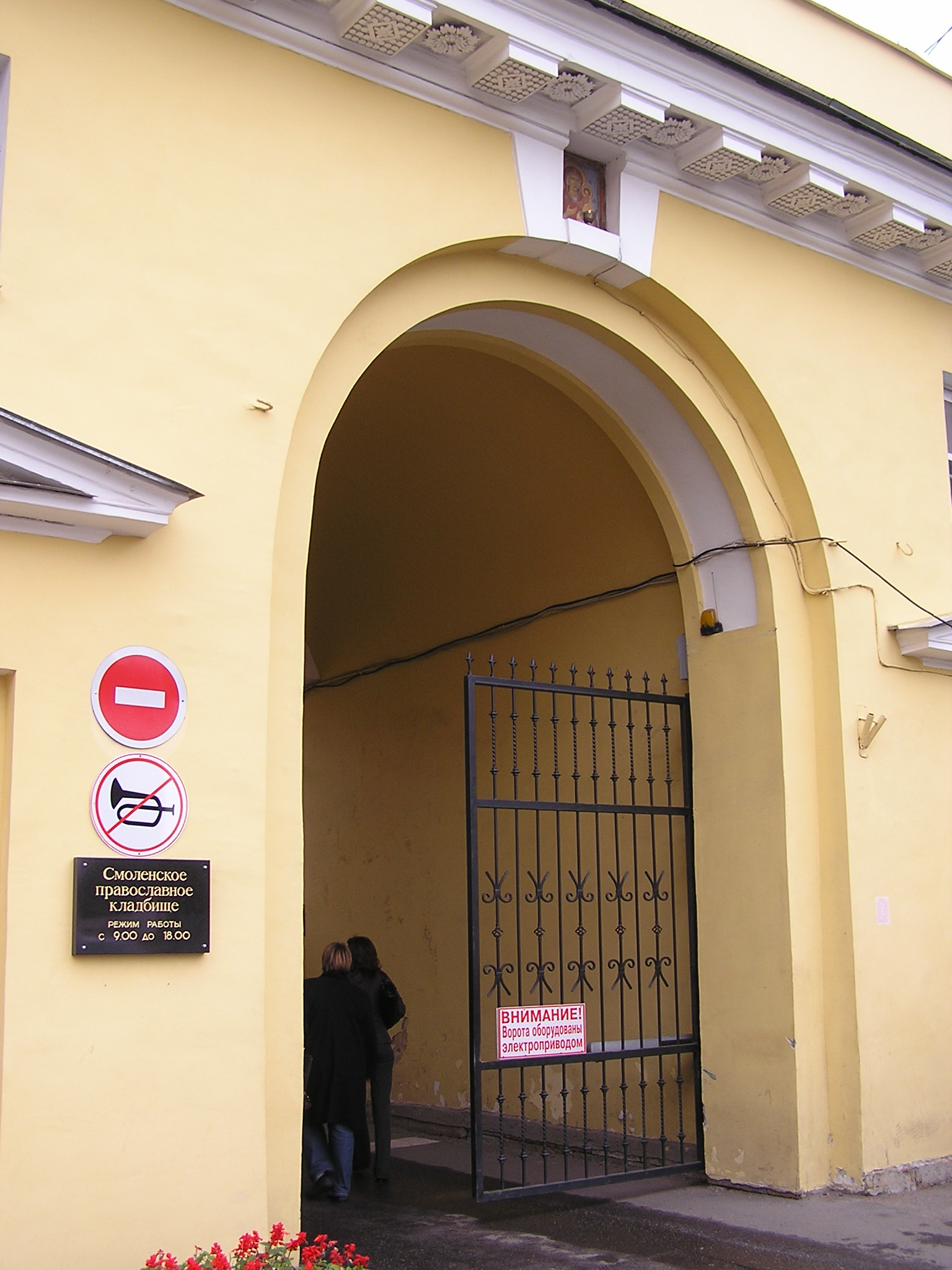
Главный вход на Смоленское православное кладбище
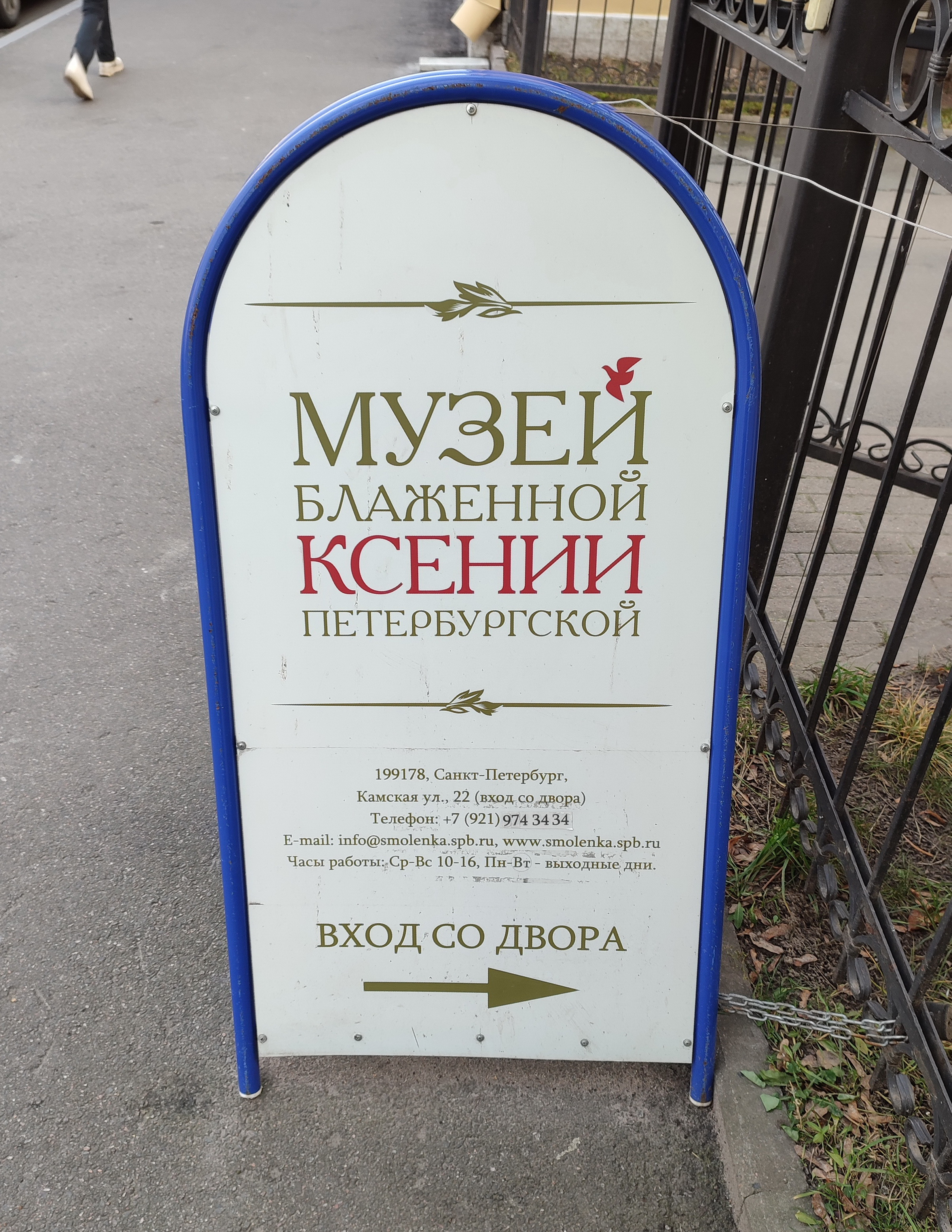
Стенд музея блаженной Ксении
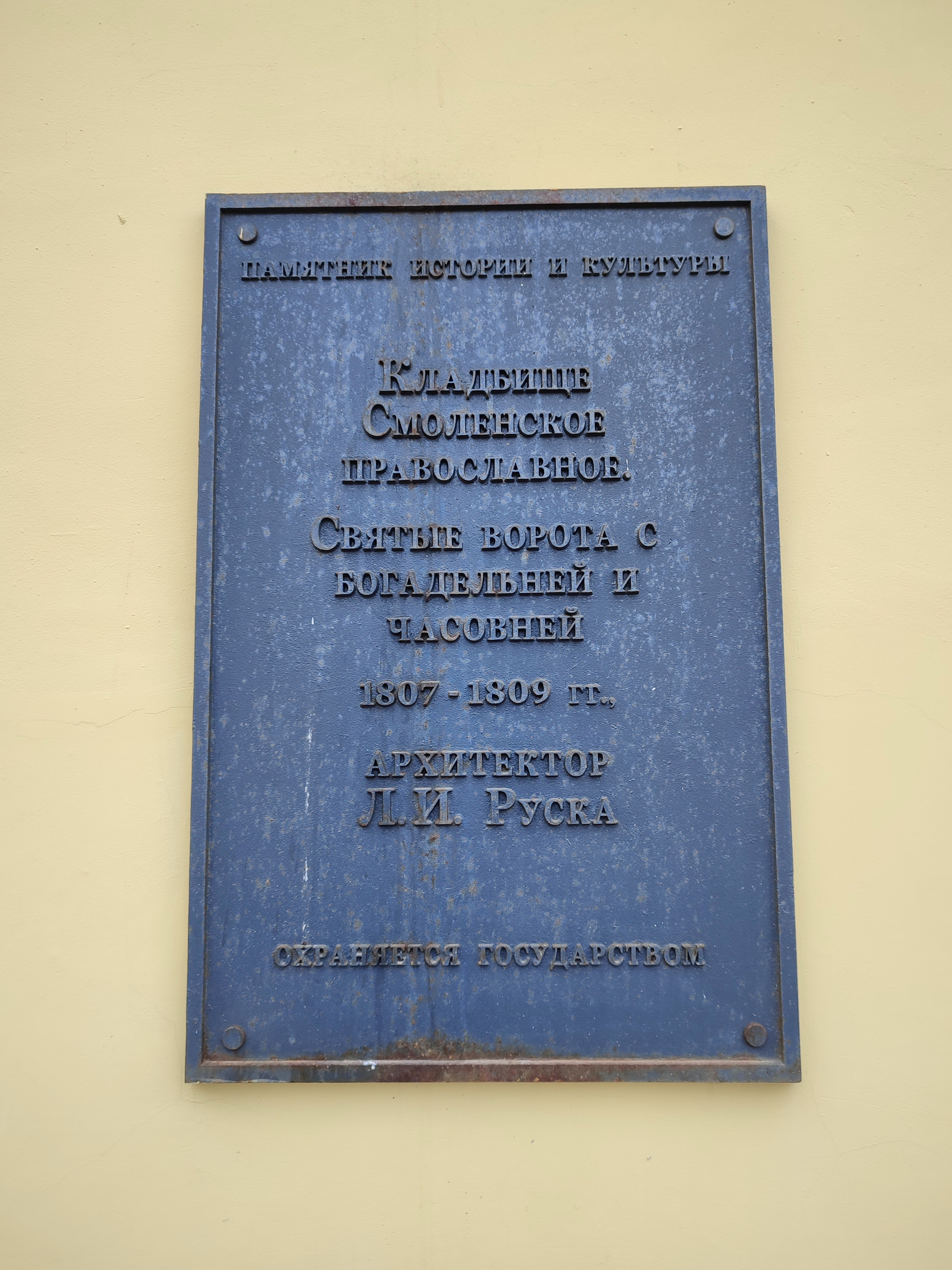
Мемориальная табличка на главном входе